# Dresdner SC
Der Dresdner Sportclub 1898 e. V. ist ein Sportverein in Dresden. Er wurde 1990 als Nachfolger des erfolgreichen SC Einheit Dresden gegründet und führt die Tradition des 1898 gegründeten Dresdner SC fort. Der Verein wurde 1943 und 1944 Deutscher Meister im Fußball, am bekanntesten ist seine Frauen-Volleyballmannschaft, die sechsmal deutscher Meister  und einmal Europapokalsieger wurde. Der Verein hat (Stand: 1. Januar 2019) 4002 Mitglieder.
Heimspielstätte der Fußballabteilung des Vereins, die in der Sachsenliga spielt, ist das Heinz-Steyer-Stadion im Dresdner Stadtteil Friedrichstadt.

## Geschichte

### Verein

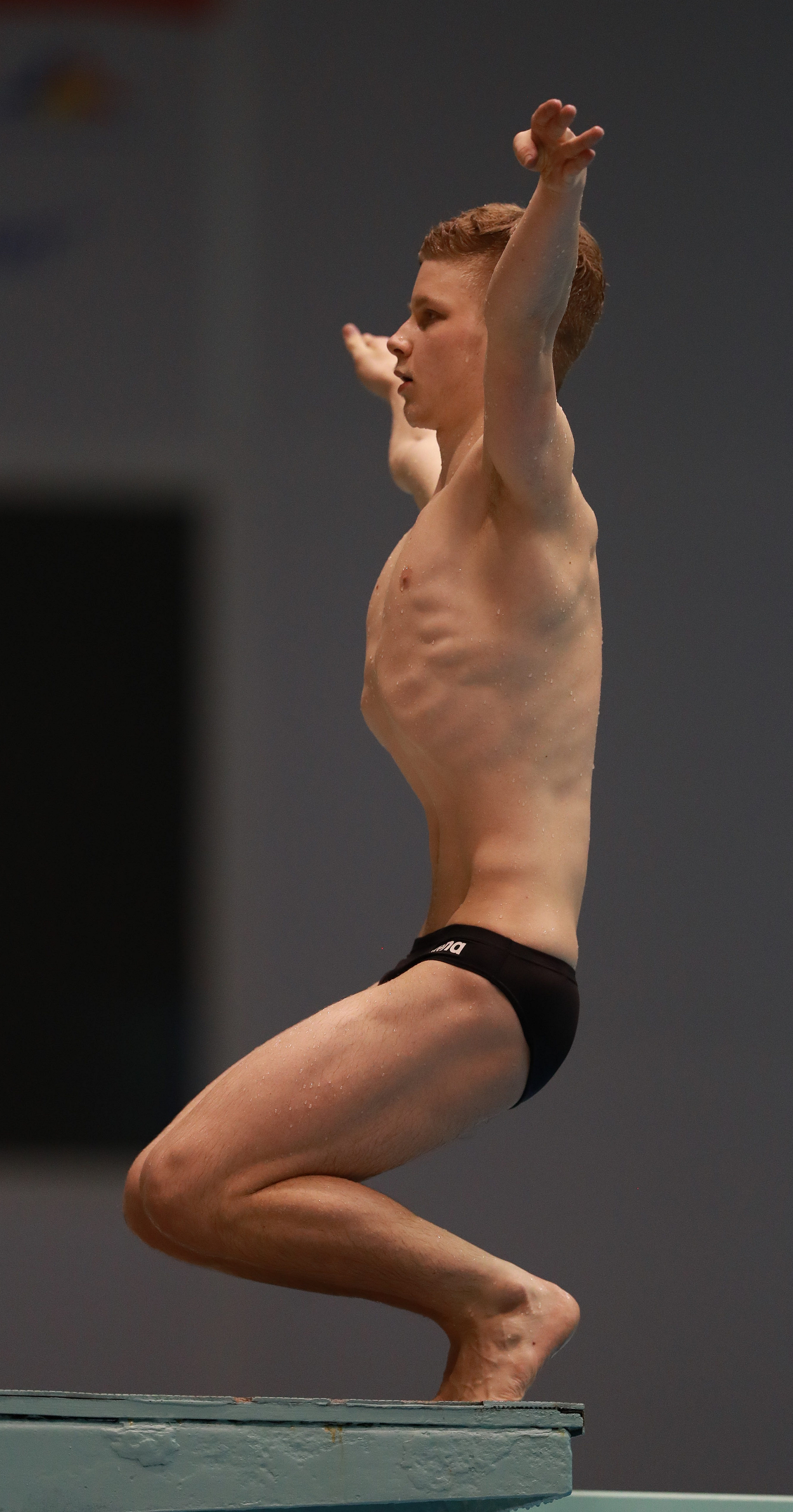
Wasserspringer Jesco Tilmann Helling vom Dresdner SC vor einem Sprung

Der Dresdner SC wurde am 30. April 1898 in der Gaststätte des Dresdner Hotels „Stadt Coblenz“ gegründet. Die ältere Wurzel des heutigen DSC ist aber der am 11. Dezember 1843 als einer der ersten deutschen Sportvereine gegründete Dresdner TV, der sich ab 1865 ATV Dresden nannte. Der früheste Vorgängerverein des DSC-Fußballs ist der am 18. Oktober 1873 gegründete Dresden English Football Club, welcher der weltweit erste Sportverein außerhalb Großbritanniens war, der Fußball nach den noch heute gültigen Regeln spielte.
Die erfolgreichsten Sportler waren in der ersten Hälfte des 20. Jahrhunderts die Leichtathleten mit sechs Weltrekorden Rudolf Harbigs, die Boxer, die Männerhockeymannschaft, die Frauenhandballmannschaft sowie die Männerfußballmannschaft, die in den Jahren 1943 und 1944 Deutscher Fußballmeister wurde. Ebenso wurden Faustball, Radsport, Schwimmen, Skisport und Tischtennis im Dresdner SC betrieben.
Nach dem Zweiten Weltkrieg wurde der Verein 1945 zunächst als Sportgemeinschaft Friedrichstadt neu gegründet. Es folgten weitere Umbenennungen sowie Ein- und Ausgliederungen von Abteilungen in andere Vereine. Nach der politischen Wende in der DDR durfte der Dresdner SC am 31. März 1990 neu gegründet werden. Folgende Sportarten wurden beim DSC und seinen Vorgänger- bzw. Nachfolgevereinen in der zweiten Hälfte des 20. Jahrhunderts ausgeübt: Fußball, Hockey, Kanusport, Schach, Rudern, Gewichtheben, Volleyball, Handball, Faustball, Fechten, Kegeln, Turnen, Wasserspringen, Schwimmen, Leichtathletik, Radsport, Wasserball, Eishockey, Bergsteigen, Eiskunstlauf, Eisschnelllauf, Sportakrobatik, Fitnesssport, Taekwon-Do, Gesundheitssport, Golf, Tanzsport und Tischtennis. Einzelsportler des Dresdner SC gewannen 87 olympische Medaillen (44 × Gold, 29 × Silber, 14 × Bronze) sowie mehrere hundert Welt- und Europameistertitel und nationale Titel.
Die momentan erfolgreichsten Abteilungen des Vereins sind Volleyball und Wasserspringen.
Ein Museum ist geplant und zurzeit als Online-Museum präsent.

### Kurzchronik

Historische Vereinsfahne des Dresdner SC

Wappen der BSG Rotation Dresden

Am 11. Dezember 1843 wurde der Dresdner Turnverein (DTV) gegründet, der sich 1865 in Allgemeiner Turnverein (ATV) zu Dresden umbenannte. In Dresden lebende Engländer gründeten am 18. März 1874 den Dresden English Football Club. Im Januar 1893 machte sich die Fußballabteilung des 1877 gegründeten Turnvereins (TV) Löbtau als Neuer Dresdner Fußball-Club (NDFC) selbständig. Am 30. April 1898 erfolgte die Gründung des Dresdner Sport-Clubs (DSC) durch ehemalige Mitglieder des Dresden English FC und des Neuen Dresdner FC. 1945 wurden der ATV Dresden und der Dresdner SC verboten und aufgelöst. Während der ATV Dresden nicht unter einem anderen Namen neugegründet wurde, erhielt der Dresdner SC mit der Sportgemeinschaft (SG) Friedrichstadt einen direkten Nachfolgeverein. Im April 1950 wurde die SG Friedrichstadt verboten und aufgelöst. Es kam zum Zwangsanschluss der Leistungsfußballabteilung der SG Friedrichstadt an die Betriebssportgemeinschaft der Vereinigten Volkseigenen Betriebe (BSG VVB) Tabak Dresden. Allerdings absolvierte ein Teil der ehemaligen Spieler der SG Friedrichstadt im Mai 1950 ein Freundschaftsspiel (nach anderen Quellen zwei oder drei Freundschaftsspiele) unter dem Namen BSG VVB Tabak Dresden. Der Großteil der Leistungsfußballabteilung der ehemaligen SG Friedrichstadt schloss sich Hertha BSC an, wo die Saison 1950/51 als Hertha BSC/DSC Berlin gespielt wurde. Sieben Spieler wechselten im Juli 1951 weiter zur TSG Heidelberg 1878, wo sie sich am 30. April 1952 als Dresdner SC Heidelberg selbständig machten. Dieser Verein heißt seit dem 28. Juni 1968 Heidelberger SC. Der Großteil der Fußballabteilung, so auch fast der komplette Juniorenbereich, wechselte im April 1950 zur Sportgemeinschaft Mickten, die am 1. Mai 1950 der Betriebssportgemeinschaft (BSG) Sachsenverlag Dresden angeschlossen wurde. Im August 1950 erfolgte die Umbenennung der BSG Sachsenverlag Dresden in Betriebssportgemeinschaft (BSG) Rotation Dresden. Die Leistungsfußballabteilung der BSG Rotation Dresden schloss sich schließlich im Dezember 1954 dem am 21. November 1954 gegründeten Sportclub (SC) Einheit Dresden an, der als neues Dresdner Leistungszentrum im Februar 1955 auch die Reste des seit 1945 verbotenen ATV Dresden übernahm. Am 6. Januar 1966 machte sich die Fußballabteilung des SC Einheit Dresden als Fußballspielvereinigung (FSV) Lokomotive Dresden selbständig. Nach der politischen Wende erfolgte am 31. März 1990 die Gründung des Dresdner Sportclub (DSC) 1898, dem sich am 19. April 1990 der SC Einheit Dresden und am 1. Juli 1990 die FSV Lokomotive Dresden anschlossen. Aus finanziellen Gründen wurde am 2. Dezember 1998 der Dresdner Sportclub (DSC) Fußball 98 gegründet, dem sich die Fußballabteilung des Dresdner SC 1898 am 1. Februar 1999 anschloss. Ebenfalls aus finanziellen Gründen wurde am 10. Juli 2004 der Dresdner Sport-Club (DSC) Friedrichstadt gegründet, der sich jedoch ebenso wie der Dresdner SC Fußball 98 am 1. Juli 2007 wieder dem Dresdner SC 1898 als neue Fußballabteilung anschloss.

## Sportarten

### Volleyball
Die Frauenvolleyballabteilung des Vereins spielt seit der Saison 1997/98 in der Volleyball-Bundesliga. Das Team gewann seitdem sechsmal die deutsche Meisterschaft (1999, 2007, 2014, 2015, 2016 und 2021), sechsmal den DVV-Pokal (1999, 2002, 2010, 2016, 2018 und 2020) sowie einmal den Challenge-Cup (2010) auf europäischer Ebene.

### Fußball

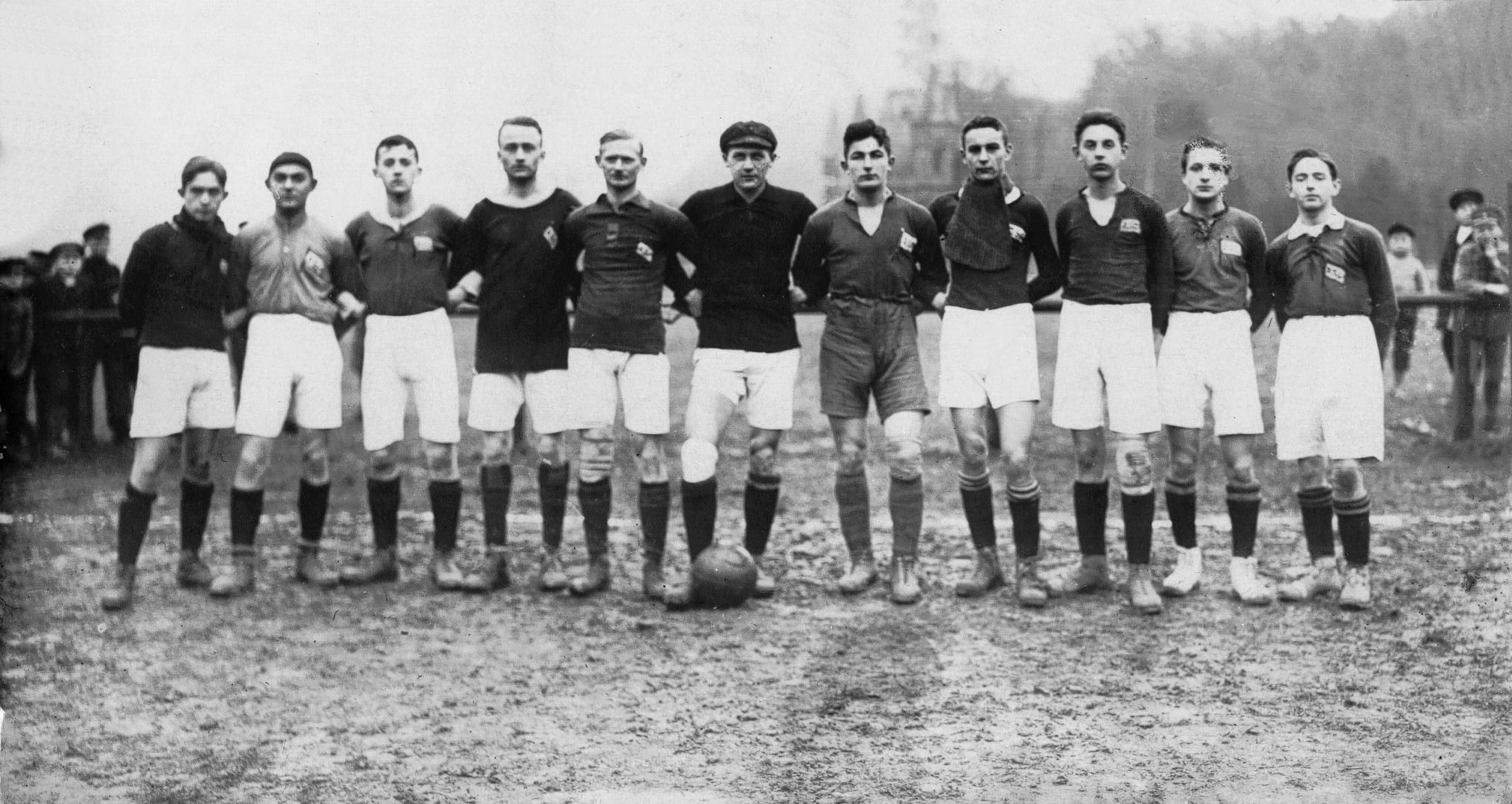
DSC-Mannschaft 1921

Programmheft zum Tschammerpokalfinale 1940

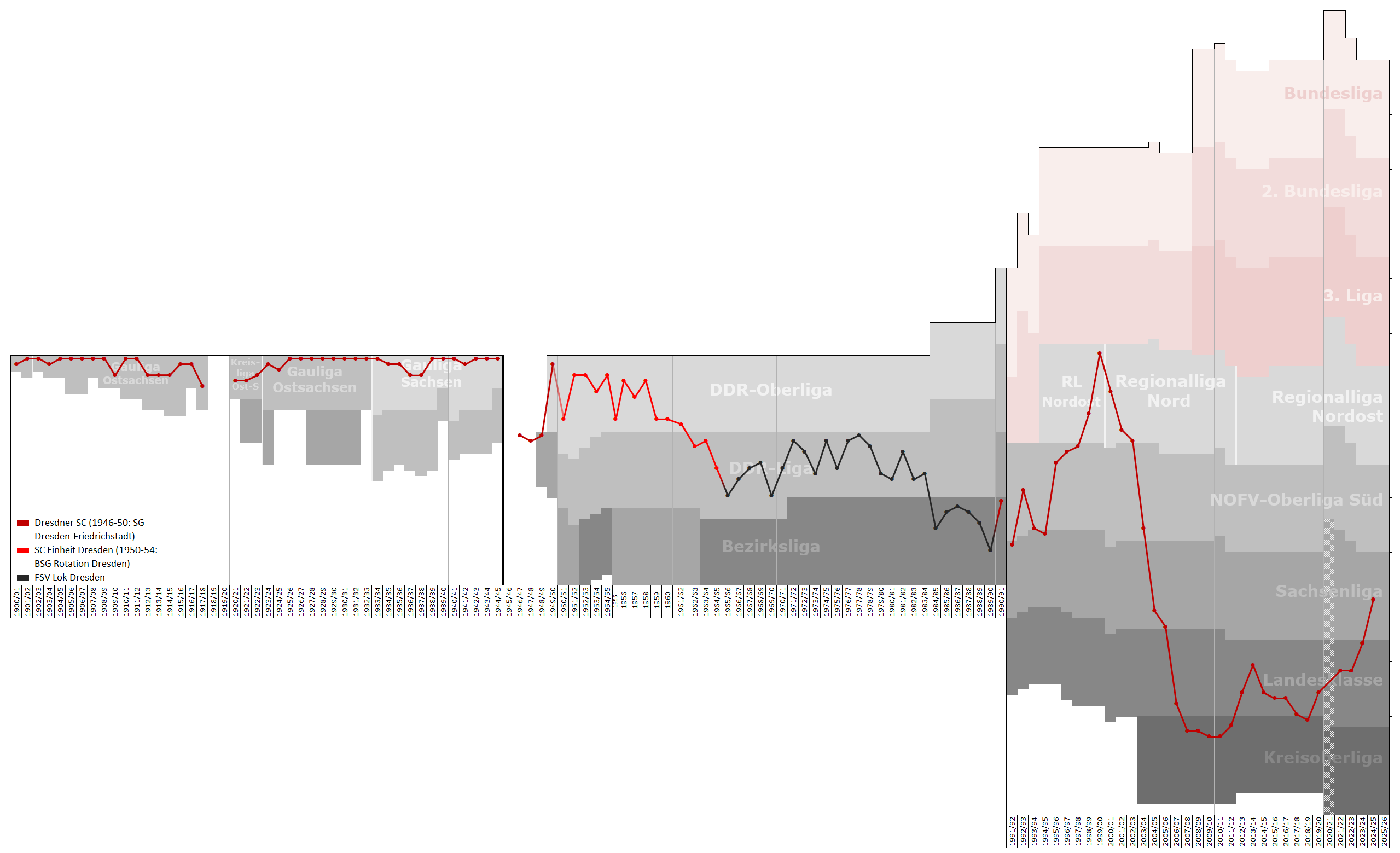
Liga und Platzierung des Dresdner SC

#### Anfänge bis 1945
Die größten Vereinserfolge der DSC-Fußballer waren 1940 und 1941 der Gewinn des deutschen Pokals (damals Tschammerpokal) und 1943 und 1944 die deutsche Fußballmeisterschaft. Der Dresdner SC wurde damit letzter gesamtdeutscher Deutscher Meister vor dem Ende des Zweiten Weltkriegs. Im heimischen, vereinseigenen Stadion Ostragehege verfolgten bis zu 60.000 Zuschauer die Spiele der konstant spielstärksten sächsischen Mannschaft um die Nationalspieler Helmut Schön und Richard Hofmann sowie Torwart Willibald Kreß. Helmut Schön schoss in 16 Länderspielen 17 Tore. Später wurde er Bundestrainer der DFB-Auswahl (1964–1978).
| Saison  | Liga            | Kl. | Platz    | Tore   | Punkte |
| ------- | --------------- | --- | -------- | ------ | ------ |
| 1933/34 | Gauliga Sachsen | 1   | 1. Platz | 076:21 | 34-06  |
| 1934/35 | Gauliga Sachsen | 1   | 2. Platz | 053:18 | 26-10  |
| 1935/36 | Gauliga Sachsen | 1   | 2. Platz | 038:17 | 25-11  |
| 1936/37 | Gauliga Sachsen | 1   | 4. Platz | 031:27 | 20-16  |
| 1937/38 | Gauliga Sachsen | 1   | 4. Platz | 046:26 | 23-13  |
| 1938/39 | Gauliga Sachsen | 1   | 1. Platz | 041:19 | 26-10  |
| 1939/40 | Gauliga Sachsen | 1   | 1. Platz | 039:09 | 18-02  |
| 1940/41 | Gauliga Sachsen | 1   | 1. Platz | 126:22 | 42-02  |
| 1941/42 | Gauliga Sachsen | 1   | 2. Platz | 078:33 | 28-08  |
| 1942/43 | Gauliga Sachsen | 1   | 1. Platz | 136:14 | 36-0   |
| 1943/44 | Gauliga Sachsen | 1   | 1. Platz | 102:17 | 32-04  |
| 1944/45 | Gauliga Sachsen | 1   | –        | 023:01 | 05-01  |

Fußballnationalspieler des DSC:
- Rudolf Berthold (1 Spiel 1928)
- Walter Dzur (3, 1940–1941)
- Richard Gedlich (2, 1926–1927)
- Martin Haftmann (1, 1927)
- Richard Hofmann (19, 6 für SC Meerane 07,1927–1933)
- Georg Köhler (5, 1925–1928)
- Willibald Kreß (16 für DSC und Rot-Weiß Frankfurt, 1929–1934)
- Hugo Mantel (5 für DSC und Eintracht Frankfurt, 1927–1933)
- Friedrich Müller (2, 1931)
- Arno Neumann (1, 1908)
- Herbert Pohl (2, 1941)
- Karl Schlösser (1, 1931)
- Helmut Schön (16, 1937–1941)
- Helmut Schubert (3, 1941)
- Kurt Stössel (1, 1931)

Trainer: (unvollständig)
- 1914: John Cameron
- 1925–1928: Lorenz Polster
- 1928–1932: Jimmy Hogan
- 1932–1933: Hans Sauerwein
- 1933–1935: Albert Eschenlohr
- 1935–1936: Hans-Josef Kretschmann
- 1935–1944: Georg Köhler

#### DDR-Zeit
Nach dem Ende des Zweiten Weltkrieges wurden gemäß der Kapitulationsbestimmungen alle Vereine aufgelöst (Siehe auch Entwicklung des Vereinsfußballs in der DDR). Ehemalige Mitglieder des DSC gründeten daraufhin die SG Dresden-Friedrichstadt. 1949 wurde die Mannschaft sächsischer Meister und qualifizierte sich damit für die 2. Ostzonenmeisterschaft, in der sie im Viertelfinale an Union Halle mit 1:2 scheiterte. In der Saison 1949/50 spielte die SG in der DDR-Oberliga. Als am letzten Spieltag die Meisterschaft in einem umstrittenen Spiel gegen Horch Zwickau mit einer 1:5-Niederlage verspielt wurde, wechselte ein Großteil der Mannschaft auf Initiative von Helmut Schön zu Hertha BSC nach West-Berlin oder zur TSG 78 nach Heidelberg, die daraufhin in DSC Heidelberg umbenannt wurde. Der Rest der Mannschaft schloss sich der SG Mickten an, die im gleichen Jahr in BSG Sachsenverlag, danach in BSG Rotation und schließlich 1954 in SC Einheit Dresden umbenannt wurde.

#### Nach 1990

Wappen des Dresdner SC Fußball 98 von 1999 bis 2007

Mit der politischen Wende und der deutschen Wiedervereinigung war es nach 40 Jahren wieder möglich, an die Tradition des Dresdner Sport-Club anzuknüpfen. Am 1. Juli 1990 wurde die Trennung von SC Einheit und FSV Lokomotive Dresden rückgängig gemacht. Im Jahr 1990 startete der DSC in der Bezirksliga, in der letzten eigenständigen Saison des ostdeutschen Fußballs die damals vierthöchste Spielklasse. 1991 stieg die Elf in die Landesliga Sachsen auf. Dort wurde das Team sofort Sachsenmeister und spielte 1992/93 in der dritthöchsten Spielklasse, der Amateur-Oberliga. In der Folgezeit versuchte der DSC sich am weiteren Aufstieg, musste jedoch einen herben Rückschlag hinnehmen. Durch den Umbau der Spielklassen und eine katastrophale Saison ging es für den Sport-Club zwei Ligen abwärts. Zum 100. Geburtstag gelang dem Verein jedoch 1998 wieder der Sprung in die Drittklassigkeit, nunmehr die Regionalliga Nordost. Am 2. Dezember 1998 löste sich aus wirtschaftlichen Gründen die Fußballabteilung aus dem Gesamtverein Dresdner SC 1898 heraus und gründete den Dresdner SC Fußball 98. In der drittklassigen Regionalliga spielte der Verein zwei Saisons und wurde in der Saison 1999/2000 Vizemeister. Diese Platzierung sicherte den Dresdnern auch die Teilnahmeberechtigung an der neuen, nun bundesweit nur noch aus zwei Staffeln bestehenden Regionalliga, während andere namhafte Vereine aus dem NOFV diesen Sprung verpassten. Nachdem Dynamo Dresden in die Viertklassigkeit abgerutscht war, war der DSC für rund zwei Jahre sportlich Dresdens Nummer eins im Fußball. Der Höhenflug war jedoch von kurzer Dauer: In der Saison 2001/02 belegte der DSC am Saisonende einen Abstiegsplatz und blieb nur wegen des Zwangsabstiegs des 1. FC Magdeburg in der Regionalliga. 2002/03 musste jedoch der Abstieg hingenommen werden. Nach erneutem Abstieg und der Eröffnung eines Insolvenzverfahrens spielte der DSC F98 in der Saison 2006/07 in der Bezirksliga Dresden, aus der der Verein nach einer Saison erneut abstieg. Nach der Insolvenz löste sich der Dresdner SC Fußball 98 als eigenständiger Verein auf und wurde wieder in den Hauptverein Dresdner Sportclub 1898 zum 1. Juli 2007 eingegliedert. Ab der Saison 2007/08 spielte der DSC in der Bezirksklasse Dresden (8. Liga, ab 2011 Stadtoberliga). Dort belegte die Mannschaft in der Saison 2011/12 den 2. Platz und stieg, da der Tabellenerste Dynamo Dresden III auf den Aufstieg verzichtete, in die siebtklassige Bezirksliga Ost, später Landesklasse Ost, aus der sie 2018 abstieg. 2019 gelang der direkte Wiederaufstieg. Am vorletzten Spieltag der Saison 2023/24 stieg man als Tabellenerster in die Landesliga auf.
| 1990/91                                           | Bezirksliga              | 4 | 01. Platz | 101:23 | 53-07 |
| 1991/92                                           | Landesliga               | 4 | 01. Platz | 081:20 | 48-04 |
| 1992/93                                           | Oberliga                 | 3 | 09. Platz | 036:42 | 29-35 |
| 1993/94                                           | Oberliga                 | 3 | 16. Platz | 021:51 | 18-42 |
| 1994/95                                           | Landesliga               | 5 | 01. Platz | 059:18 | 42-10 |
| 1995/96                                           | Oberliga                 | 4 | 04. Platz | 052:29 | 54    |
| 1996/97                                           | Oberliga                 | 4 | 02. Platz | 058:20 | 62    |
| 1997/98                                           | Oberliga                 | 4 | 01. Platz | 061:21 | 64    |
| 1998/99                                           | Regionalliga             | 3 | 13. Platz | 031:51 | 36    |
| 1999/2000                                         | Regionalliga             | 3 | 02. Platz | 065:30 | 60    |
| 2000/01                                           | Regionalliga             | 3 | 09. Platz | 038:41 | 49    |
| 2001/02                                           | Regionalliga             | 3 | 16. Platz | 041:60 | 32    |
| 2002/03                                           | Regionalliga             | 3 | 18. Platz | 032:58 | 29    |
| 2003/04                                           | Oberliga                 | 4 | 16. Platz | 023:51 | 18    |
| 2004/05                                           | Landesliga               | 5 | 13. Platz | 028:45 | 30    |
| 2005/06                                           | Landesliga               | 5 | 16. Platz | 000:0  | 0     |
| 2006/07                                           | Bezirksliga              | 6 | 14. Platz | 030:70 | 28    |
| 2007/08                                           | Bezirksklasse            | 7 | 03. Platz | 064:29 | 57    |
| 2008/09                                           | Bezirksklasse            | 8 | 03. Platz | 070:30 | 62    |
| 2009/10                                           | Bezirksklasse            | 8 | 04. Platz | 087:37 | 61    |
| 2010/11                                           | Bezirksklasse            | 8 | 04. Platz | 082:42 | 60    |
| 2011/12                                           | Stadtoberliga            | 8 | 02. Platz | 060:39 | 48    |
| 2012/13                                           | Bezirksliga Ost          | 7 | 10. Platz | 044:56 | 30    |
| 2013/14                                           | Bezirksliga Ost          | 7 | 05. Platz | 054:39 | 40    |
| 2014/15                                           | Landesklasse Sachsen Ost | 7 | 10. Platz | 040:39 | 28    |
| 2015/16                                           | Landesklasse Sachsen Ost | 7 | 11. Platz | 045:48 | 27    |
| 2016/17                                           | Landesklasse Sachsen Ost | 7 | 11. Platz | 039:59 | 25    |
| 2017/18                                           | Landesklasse Sachsen Ost | 7 | 14. Platz | 048:90 | 15    |
| 2018/19                                           | Kreisoberliga            | 8 | 01. Platz | 086:23 | 63    |
| 2019/20                                           | Landesklasse Sachsen Ost | 7 | 10. Platz | 020:25 | 15    |
| 2020/21                                           | Landesklasse Sachsen Ost | 7 | 05. Platz | 012:07 | 12    |
| 2021/22                                           | Landesklasse Sachsen Ost | 7 | 06. Platz | 038:35 | 28    |
| 2022/23                                           | Landesklasse Sachsen Ost | 7 | 06. Platz | 046:49 | 37    |
| 2023/24                                           | Landesklasse Sachsen Ost | 7 | 01. Platz | 083:36 | 70    |
| 2024/25                                           | Sachsenliga              | 6 | 09. Platz | 044:56 | 34    |
| 2025/26                                           | Sachsenliga              | 6 | 0         | 0      |       |
| Grün unterlegt: Aufstieg, grau unterlegt: Abstieg |                          |   |           |        |       |

Trainer seit 1990:
- 1990–1994: Matthias Müller
- 1994: Karsten Petersohn
- 1994–1997: Horst Rau
- 1997–1998: Matthias Schulz
- 1998–1999: Matthias Müller
- 1999–2000: Matthias Schulz
- 2000–2001: Hans-Jürgen Kreische
- 2001–2002: Karsten Petersohn
- 2002–2003: Eberhard Vogel
- 2003: José Morais
- 2003–2004: Detlef Zimmer
- 2004: Michael Krämer
- 2004: Hans-Jürgen Nünchert
- 2004–2005: Jens Wagner
- 2005: Nikica Maglica
- 2005–2006: Andreas Pach
- 2006–2007: Andreas Diebitz
- 2007–2008: Harald Fischer
- 2010–2014: Boris Lucic
- 2014–2016: Knut Michael
- 2016–2018: Stefan Steglich
- 2018–2021: Michael Wege
- 2021–2022: Tino Wecker
- seit 2022: André Heinisch

### Frauenfußball
Die Frauenmannschaft des Dresdner SC spielte viele Jahre in der Landesliga Sachsen, der zwischenzeitlich dritthöchsten Spielklasse im Frauenfußball. In der Saison 2009/10 stieg man mit 19 Niederlagen aus 19 Spielen als Tabellenletzter aus der Landesliga ab. Es folgten vier Jahre als Spielgemeinschaft mit Motor Trachenberge in der Kreisoberliga, ehe sich die Frauenabteilung mangels Mitgliedern auflöste.

### Leichtathletik
Neben der DSC-Fußballmannschaft ragten vor 1945 insbesondere die sportlichen Leistungen der Leichtathletikabteilung heraus:
Rudolf Harbig gewann bei den Olympischen Spielen 1936 in Berlin die Bronzemedaille mit der 4-mal-400-Meter-Staffel. 1938 wurde Harbig dann auch Europameister über 800 Meter und in der 4-mal-400-Meter-Staffel. Im Jahr 1939 stellte er neben einem 400-Meter-Weltrekord den Weltrekord über 800 Meter auf. 1941 folgte noch ein Weltrekord über 1000 Meter.
Käthe Krauss gewann 1936 Olympiabronze im 100-Meter-Lauf und lief einen Weltrekord in der 4-mal-100-Meter-Staffel.
In der jüngeren Vereinsgeschichte starteten für den Dresdner SC Heike Meißner, Vizeeuropameisterin von 2002 über 400 Meter Hürden und Raúl Spank, der bei den Leichtathletik-Weltmeisterschaften 2009 in Berlin die Bronzemedaille im Hochsprung gewann.

### Hockey
Im September 1915 gründeten Gymnasiasten eine Hockeyabteilung, die bis 1945 bestand und die nach dem Krieg beim Quasi-Nachfolger SG Dresden-Friedrichstadt im Stadiongelände des Ostrageheges am Altstädtger Elbbogen erneut auflebte. Nach deren erzwungenem Ende schlossen sich die 40 Aktiven im Mai 1950 der BSG Lokomotive an, so dass die heutige Hockeyabteilung des Eisenbahner-Sportvereins in der DSC-Nachfolge steht.

### Handball
Der Feldhandball-Abteilung des Dresdner SC gelang zur Spielzeit 1939/40 der Aufstieg in die erstklassige Handball-Gauliga Sachsen.

## Vereinserfolge
- Fußball
  - Deutscher Meister 1942/43, 1943/44
  - Deutscher Vizemeister 1939/40
  - Deutscher Pokalsieger 1940, 1941
  - Deutscher Superpokalsieger 1941
  - Mitteldeutscher Meister 1904/05, 1925/26, 1928/29, 1929/30, 1930/31, 1932/33
  - Mitteldeutscher Pokalsieger 1928, 1933
  - DDR-Pokalsieger 1958
  - DDR-Vizemeister 1950
  - DDR-B-Junioren-Pokalsieger 1961
  - DDR-C-Junioren-Meister 1961
  - Finalist Sachsenpokal 1993, 1997

- Leichtathletik
  - Deutscher Frauen-Meister 1935, 1936
  - Deutscher Frauen-4-mal-100-Meter-Meister 1932, 1936
  - Deutscher A-Junioren-4-mal-400-Meter-Meister 2005, 2006
  - Deutscher A-Junioren-4-mal-200-Meter-Hallenmeister 2007
  - Deutscher A-Juniorinnen-4-mal-200-Meter-Hallenmeister 2009
  - Mitteldeutscher Frauen-4-mal-100-Meter-Meister 1931
  - DDR-Frauen-4-mal-100-Meter-Meister 1972, 1980

- Volleyball
  - Frauen-Challenge-Cup-Europapokalsieger 2010
  - Deutscher Frauen-Meister 1999, 2007, 2014, 2015, 2016, 2021
  - Deutscher Frauen-Pokalsieger 1999, 2002, 2010, 2016, 2018, 2020
  - Deutscher Frauen-Superpokalsieger 2002
  - Deutscher A-Juniorinnen-Meister 1993, 2002, 2004, 2005, 2010, 2012, 2013, 2015
  - Deutscher B-Juniorinnen-Meister 1995, 1999, 2000, 2005, 2010, 2011, 2012
  - Deutscher C-Juniorinnen-Meister 1993, 1998, 2000, 2003
- Schach
  - Deutscher Frauen-Meister 1995, 2000, 2002, 2006
  - Deutscher Frauen-Pokalsieger 1994
  - DDR-Meister 1957, 1958, 1962
  - DDR-Frauen-Meister 1990
  - Deutscher U-16-Junioren-Meister 2005
  - Deutscher U-13-Junioren-Meister 1991

- Handball
  - Mitteldeutscher Frauen-Meister 1929, 1932
  - DDR-Juniorinnen-Meister 1963

- Schwimmen
  - Deutscher B-Junioren-Meister 1994
  - Deutscher C-Junioren-Meister 1993

- Sportakrobatik
  - Deutscher Junioren-Meister 2004, 2005

- Faustball
  - DDR-Frauen-Meister 1951

- Kegeln
  - DDR-Asphalt-Meister 1958, 1966

- Tischtennis
  - DDR-Frauen-Meister 1959, 1960, 1961, 1962, 1963

- Kanusport
  - DDR-1000-Meter-Kajak-Vierer-Meister 1964, 1990

- Gewichtheben
  - DDR-Meister 1970
  - Sächsischer Mannschaftsmeister 2015, 2022 und 2023

- Fechten
  - Deutscher Florett-Pokalsieger 1995
  - DDR-Florett-Meister 1973, 1974, 1975, 1976, 1977, 1979
  - DDR-Degen-Meister 1973
  - DDR-Frauen-Florett-Meister 1952